# Polystachya biteaui
Polystachya biteaui là một loài thực vật có hoa trong họ Lan. Loài này được P.J.Cribb, la Croix & Stévart miêu tả khoa học đầu tiên năm 1999.